# Fabio Pecchia
Fabio Pecchia, född 24 augusti 1973 i Formia, är en italiensk tidigare fotbollsspelare.
I juli 1996 blev han uttagen i Italiens trupp till olympiska sommarspelen 1996.